# Programované učení
Programované učení je vyučovací metoda založená na řízení učební činnosti žáků. Vychází z behaviorismu a neobehaviorismu a ze základního vzorce S-R (stimul-reakce), který zde má podobu U-Z (učení-zpevnění).
Vznik této metody je spojen se jmény Sidney L. Pressey a B. F. Skinner. Sidney L. Pressey byl profesorem pedagogické psychologie na Ohijské státní univerzitě. Sestrojil roku 1920 stroj na objektivní testování inteligence. Skutečnosti, že tento stroj nejen testuje, ale také učí, dokázal využít až o několik desetiletí později B. F. Skinner, profesor psychologie na Harvardově univerzitě. V roce 1954 vystoupil na vědecké konferenci v Pittsburghu s přednáškou na téma Věda o učení a umění učit se. V této přednášce představil Skinner jako zastánce neobehaviorismu svou myšlenku řízení výuky.
V současné době mohou ve školách jako vyučovací stroje sloužit počítače. Již ne jako Presseyho jednoúčelový stroj, ale jako univerzální nástroj k realizaci programovaného učení v kombinaci s hypertextem a multimédii.

## Podstata programovaného učení
Učivo je prezentováno v knize nebo vyučovacím stroji a zpracováno do programu podle následujících zásad:
Princip malých krokůZásada malých kroků vychází z principu progresivní aproximace (postupné přibližování k cíli). Látka určená k osvojení je pečlivě vymezena a rozčleněna na velmi malé úseky, kroky (frames). Tyto elementární operace na sebe bezprostředně navazují. Postup studenta je kontrolován po každém kroku. Podle Skinnera je možné kroky považovat za přiměřené, pokud množství chyb při hodnocení nepřesáhlo pět procent.
Princip aktivní odpovědiStudentovi je učivo předkládáno jako otázka nebo problémová situace. To vylučuje jeho pasivní přístup pouhého příjemce informací. Aktivní a měřitelná odpověď žáka zefektivňuje vyučovací proces. Skinner by označil učení dle tohoto principu za efektivní, pokud by poměr správných odpovědí dosáhl 95 procent.
Princip zpevněníStudent je po každém kroku seznamován s výsledky své práce. Pokud učiní chybu, je na ni okamžitě upozorněn. Vrací se k předešlému kroku, analyzuje daný problém znovu, varuje se chyby z dřívějška. Efektivní zpětná vazba spočívá v četných a plynulých informacích o výsledku provázených pocitem úspěchu, resp. odměnou nebo pochvalou.
Princip vlastního tempaV případě běžné výuky mohou být zdatnější studenti zdržováni tempem slabších studentů, které naopak může rychlejší tempo znervózňovat. Programované učení poskytuje studentům možnost pracovat podle jejich individuálních rozumových schopností a na základě jejich vlastního rozvržení sil a času. To usnadňuje možnost samostudia a zároveň v procesu učení omezuje (popř. vylučuje) roli učitele.

## Typy programů
LineárníAutorem původního konceptu byl B. F. Skinner. Student musí převážně sám tvořit odpovědi na dané otázky, které jsou většinou poměrně snadné. Po každé informaci následuje otázka, po ní odpověď, zpevnění (odměna), další otázka, … Představuje direktivní řízení cesty učení.
Výběrový, alternativní (lineární s odbočkou při chybě)Alternativní program je někdy chápán jako podskupina lineárního programu; jeho autorem je Sidney L. Pressey. Student má na daný úkol odpovědět jednou z nabídnutých odpovědí. Pressey uvádí do procesu učení chybu. Pokud se jí student dopustí, vrací se zpět k řešení předchozí otázky a volí jinou variantu. Chyba není považována za škodlivou, důležité je, aby se studentovi dostalo vysvětlení. Učí se opravou svých chyb.
VětvenýVětvený program reaguje na studentovu odpověď a podle toho ho provází dalšími kroky. V ideálním případě nemusí student procházet všemi kroky a postupuje programem rychleji (skoky). V případě chybné odpovědi může program předložit studentovi více úloh k procvičení a osvojení učiva. Tento princip předložil N. A. Crowder roku 1960 jako doplnění Skinnerova lineárního programu.
Adaptivní programováníAutorem bohatě větveného typu programu je Gordon Pask, anglický kybernetik a psycholog. Hlavním znakem řízení vyučovacího procesu je interakce, „hra o vědomosti“. Vyučovací stroj (učitel) volí úkoly různé náročnosti a různé strategie výběru úkolů na základě toho, jak student odpovídá. Student je tím motivován k zájmu o další postup v učení. Před příchodem počítačů byla výuka takovéhoto typu programu realizována tzv. „zmatenými knihami“. Ty využívaly větvených programů a nelineárních textů, které se později staly základem hypertextu.

## Software
Memostation Konkrétní implementace programovaného učení.

## Nevýhody
Kromě řady výhod přináší programované učení některá úskalí, mezi něž můžeme zařadit tyto:
- atomizace poznatků a ztráta souvislostí
- omezená možnost zajištění všestranného rozvoje osobnosti
- omezení interpersonálních vztahů
- nedostatek souvislého mluvního projevu
- potlačení iniciativy, tvořivosti
- absence sociálního učení
- různá míra ochoty studentů pracovat s programem